# Turystyka w Kenii
Turystyka stanowi jedną z najważniejszych gałęzi gospodarki Kenii i znacząco dominuje w sektorze usług.
W 2017 roku państwo to odwiedziło ponad 1 360 000 turystów, najwięcej z Wielkiej Brytanii. Ciepły klimat, krajobrazy oraz zróżnicowana fauna i flora są atutami turystycznymi Kenii. Infrastruktura turystyczna ciągle się rozwija, a międzynarodowe sieci hoteli coraz częściej budują tam swoje obiekty (m.in. Ibis Styles, Hilton). Turyści mogą wybrać oferty zorganizowanych wycieczek wielu biur podróży.

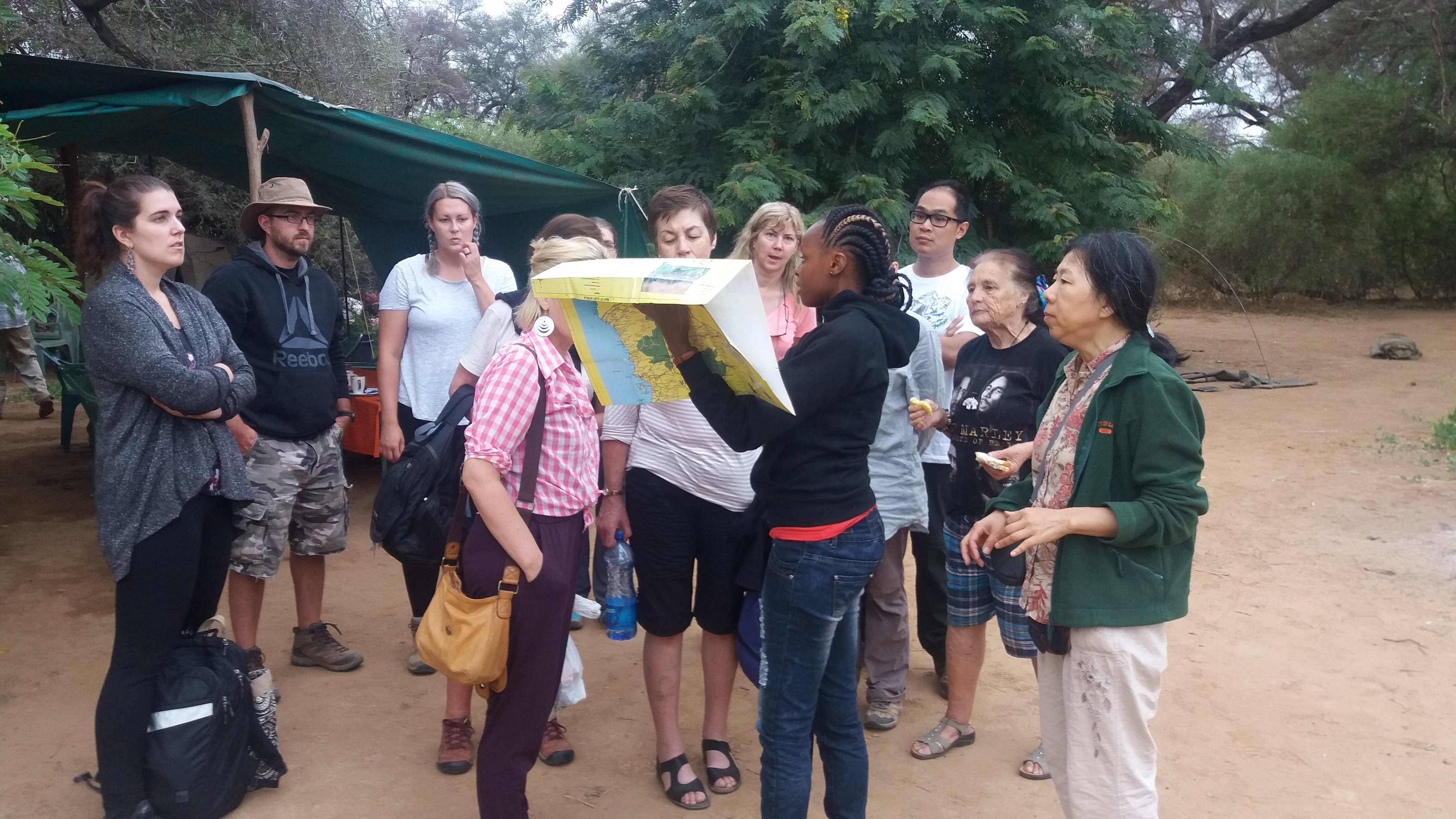
Grupa turystów w Kenii

Największą liczbę turystów (1 750 000) odnotowano w 2011 roku. W kolejnych latach liczba ta gwałtownie spadła ze względu na ataki terrorystyczne, które miały miejsce w Mombasie i Nairobi ze strony ugrupowania Asz-Szabab. Spowodowało to znaczny spadek przychodów czerpanych z turystyki. Od 2015 r. sytuacja poprawia się i każdego roku coraz więcej turystów decyduje się na odwiedzenie tego państwa.
W 2015 roku przychody z turystyki wyniosły 84,6 mld szylingów kenijskich. Najwięcej turystów przybyło w 2015 z Wielkiej Brytanii (98 523 turystów) i Stanów Zjednoczonych (84 759 osób).

## Dominujące formy ruchu turystycznego

### Turystyka przyrodnicza

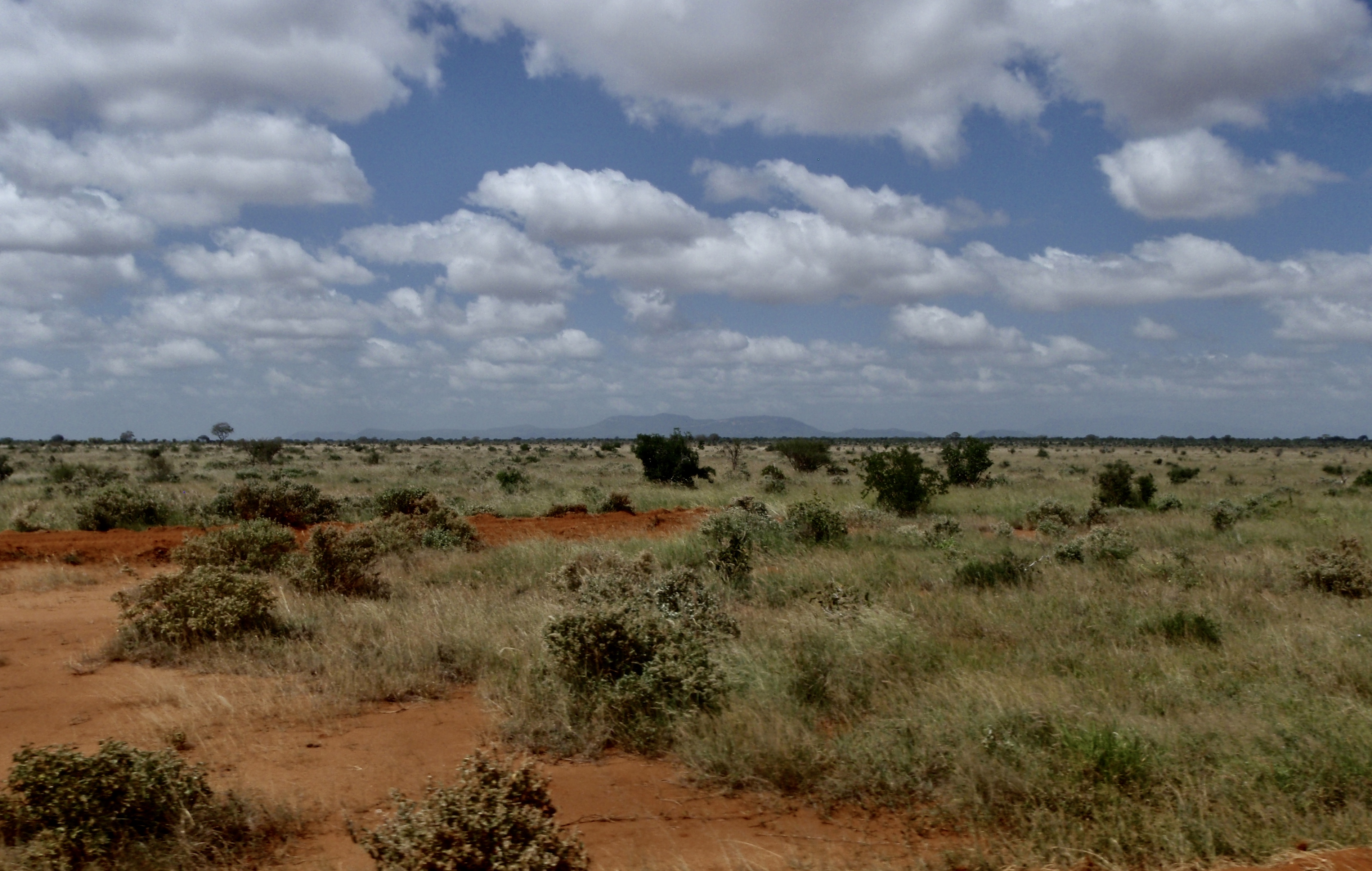
Sawanna w Kenii

Kenia słynie ze swych walorów przyrodniczych i uchodzi za jeden z najbardziej zróżnicowanych przyrodniczo krajów świata. Krajobrazy przybierają różnorodne formy, od lasów, przez suche oraz wilgotne sawanny, rozległe stepy, półpustynie, pustynie, a nawet masywy wulkaniczne. Kraj zamieszkują charakterystyczne zwierzęta m.in. słonie afrykańskie, gepardy, bawoły, żyrafy, zebry i lwy. Szczególnie rozwinięta jest turystyka ornitologiczna, można spotkać liczne gatunki ptaków (m.in. sekretarze, sępy, marabuty, perlice, czaple oraz ibisy). Największą popularnością cieszą się safari, uchodzące za główną atrakcję Kenii. Istnieje wiele ofert wycieczek zorganizowanych. Na przedmieściach znajdują się centra zwierząt. Miłośnicy żyraf mogą udać się do Giraffe Center, utworzonego w celu ochrony tych zwierząt, a leżącego w Lang’ata niespełna 20 km od centrum Nairobi.

### Turystyka kulturowa
Mimo że Kenia słynie głównie ze swoich krajobrazów i bogactwa fauny i flory, jest tam też wiele zabytków kultury. W ich poszukiwaniu warto odwiedzić największe miasta kraju: Nairobi oraz Mombasę. Znajduje się w nich wiele ważnych obiektów historycznych czy muzeów. Nairobi to stolica Kenii, oferująca różnorodne atrakcje turystyczne. W znajdującym się tam Muzeum Narodowym można poznać bogate dziedzictwo Kenii poprzez unikatowe eksponaty geologiczne i historyczne, przybliżające m.in. tradycje i zwyczaje plemion tego rejonu. W mieście można odwiedzić inne muzea np. Muzeum Kolejnictwa, świątynie oraz Galerię Watatu z afrykańskimi dziełami sztuki. Na szczególną uwagę zasługuje Jama Mosque – najważniejszy meczet na terenie państwa. W pobliżu znajduje się targ miejski, oferujący pamiątki i wyroby rękodzielnicze. W drugim co do wielkości mieście Kenii, Mombasie, warto przespacerować się po Starym Mieście podziwiając różnorodność kulturową prezentowaną np. przez hinduistyczne świątynie. Turyści często zaglądają do ruin Gedi, będących interesującą pozostałością miasta zamieszkanego od XIII do XVII w. oraz fortu Jesus, znajdującego się na liście Światowego Dziedzictwa Kulturowego UNESCO.

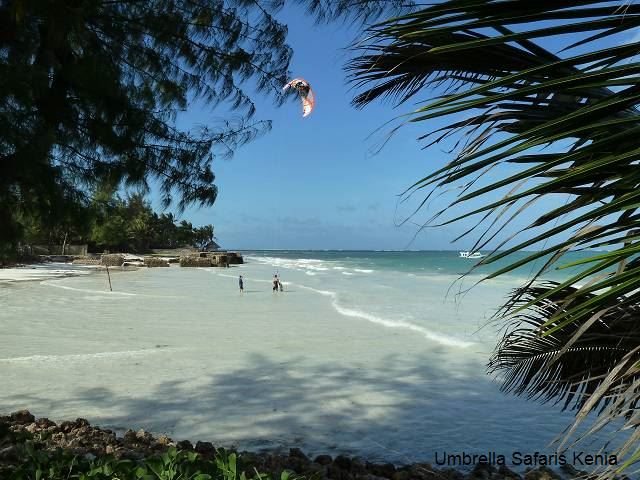
Plaża Diani

### Turystyka wypoczynkowa
Kenijskie wybrzeże ciągnie się na około 1400 km i obfituje w plaże pokryte czystym, białym piaskiem z dostępem do ciepłego oceanu. Hotele spełniają europejskie standardy i oferują liczne atrakcje na terenie ośrodków. Za najpiękniejsze uchodzą plaże w Diani, rozciągające się na południe od Mombasy. Idealnie nadają się do długich spacerów. Organizowane są także wycieczki łodziami gwarantujące wypoczynek na Oceanie Indyjskim i możliwość podziwiania wybrzeża lub lasów namorzynowych.

### Turystyka aktywna

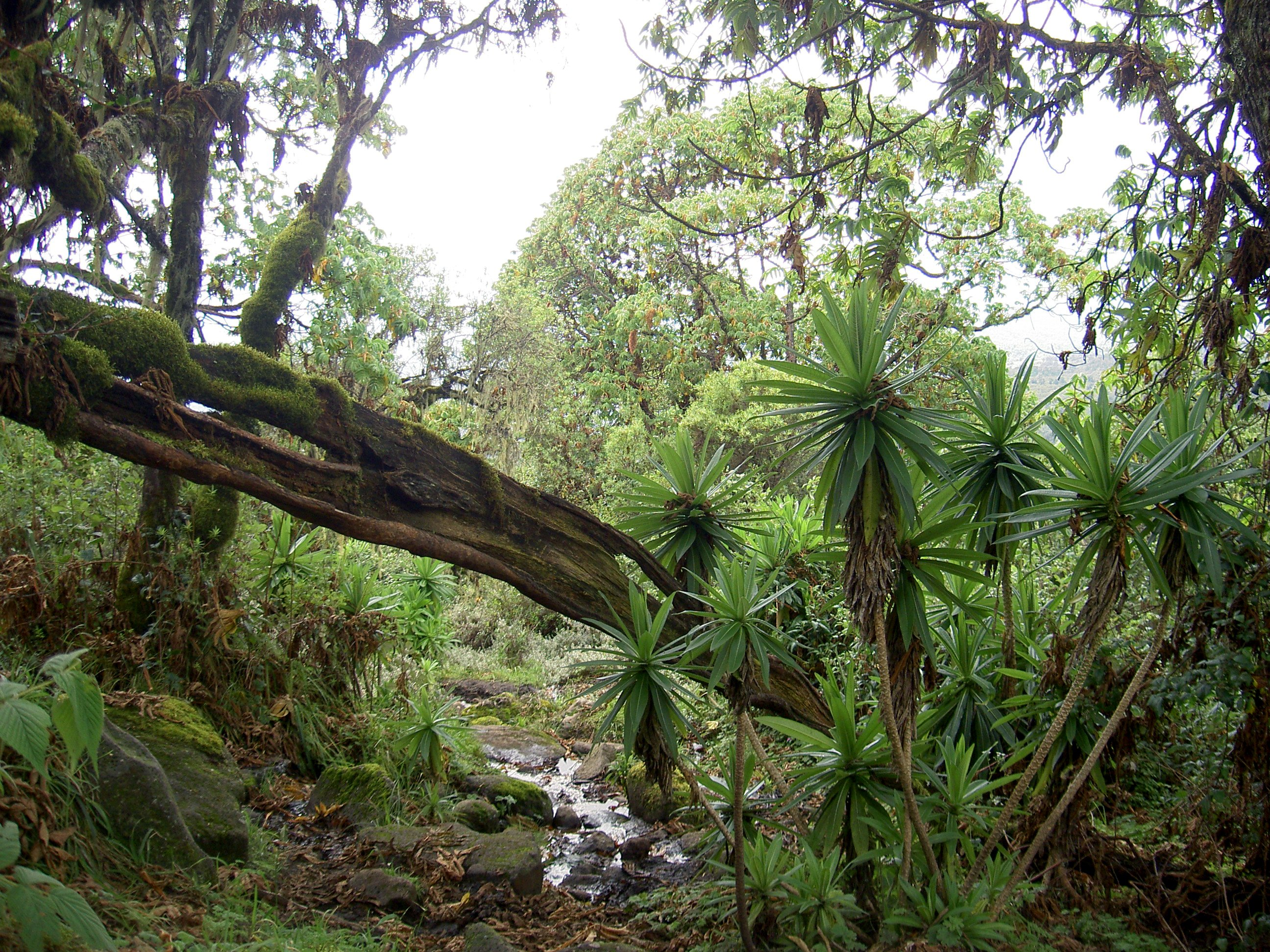
Las deszczowy w pobliżu góry Kenia

Osoby preferujące aktywne spędzanie wolnego czasu mogą skorzystać z bogatej oferty atrakcji turystycznych. Miłośnicy górskich wypraw mogą spróbować zmierzyć się z Mount Kenya, drugim najwyższym szczytem Afryki (5199 m), którego zdobycie wymaga wielodniowej wędrówki.
Kenia słynie z dobrych warunków do nurkowania. Rafy koralowe, żółwie morskie, barwne ryby i inne morskie zwierzęta, obecne wzdłuż całego morskiego wybrzeża, przyciągają wielu turystów. Warto odwiedzić Morski Park Narodowy Kisite-Mpunguti, umożliwiający podziwianie podwodnego świata morskich ogrodów oraz stad delfinów.
Turystyczne miejscowości oferują dostęp do kajaków czy jet-ski, możliwa jest nauka kitesurfingu oraz skydiving (skok ze spadochronem). Plaża Diani została uznana za jedną z 10 najpiękniejszych stref zrzutu na świecie.

## Najważniejsze atrakcje turystyczne

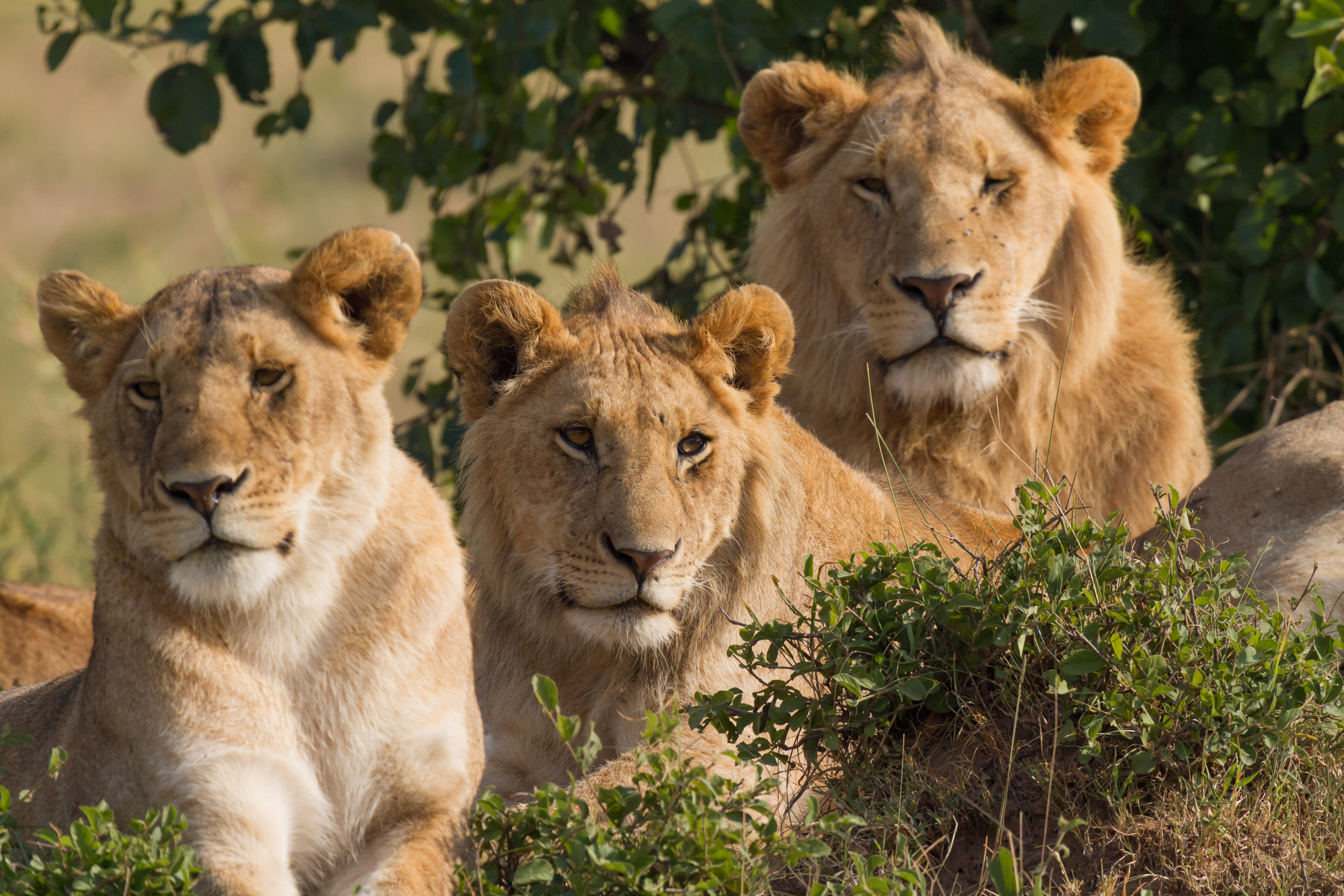
Lwy w Masai Mara

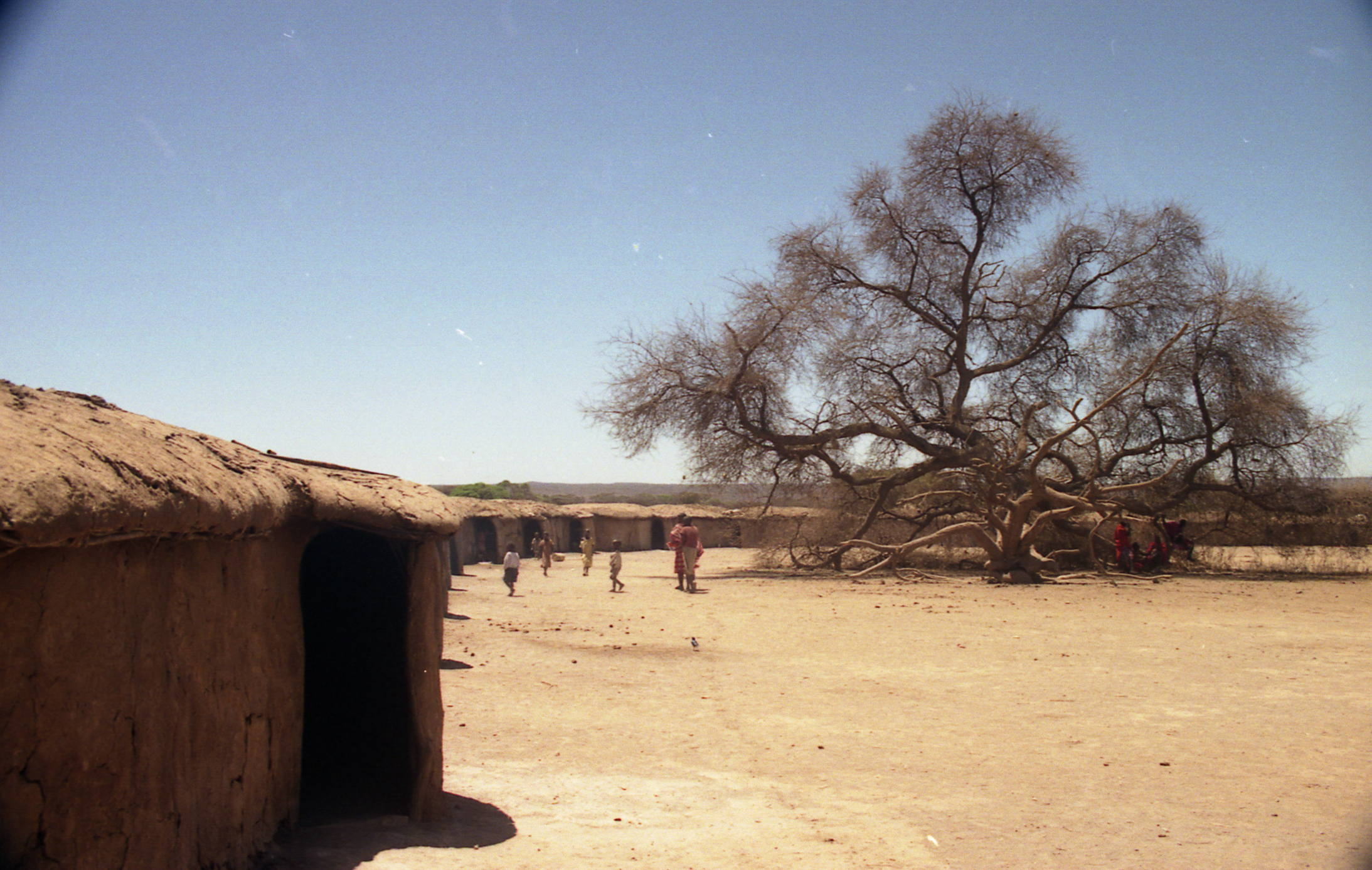
Rezerwat Amboseli

- Masai Mara National Reserve – obszar chroniony, zamieszkany przez Masajów, zajmujący powierzchnię 1510 km². Występuje tu duża liczba zwierząt, w tym Wielka Piątka Afryki (słoń afrykański, nosorożec czarny, lew, bawół afrykański i lampart). Największy ruch turystyczny odnotowuje się w lipcu i sierpniu, gdy następuje wielka migracja stad antylop gnu (Connochaetes taurinus) i zebr (Equus burchelli), co roku przemierzających drogę z równin Serengeti do Masai Mara w poszukiwaniu pożywienia, przeprawiając się przez płynącą przez ten obszar rzekę Mara.
- Morski Park Narodowy Watamu – obszar obejmujący (wraz z otaczającym go rezerwatem i Morskim Parkiem Malindi) 30-kilometrowy pas wybrzeża. Piaszczyste plaże pozwalają wypocząć, a ocean kryje barwny świat, pełen ryb i koralowców[8].
- Rezerwat Amboseli – park narodowy i rezerwat biosfery o powierzchni 390,26 km². Turystów przyciąga zachwycający widok na szczyt Kilimandżaro. Występuje też flora i fauna charakterystyczna dla sawanny.
- Tsavo West – najstarszy oraz największy park narodowy Kenii, o powierzchni przekraczającej 22 000 km². Przyciąga głównie miłośników safari i zachwyca różnorodnością krajobrazu, występują góry, sawanna i półpustynie, lasy akacjowe, zarośla palmowe, rzeki i jezioro Jipe, położone na granicy Kenii i Tanzanii[9].
- Wielki Rów Wschodni – największa rozpadlina tektoniczna świata, porośnięta sawannami, obejmująca liczne jeziora i grzbiety wulkanów. Żyją tu rozmaite gatunki ptaków takie jak różowe flamingi, żurawie i czaple, a także hipopotamy, krokodyle i inne zwierzęta.